# 싸이언 아이스크림2
싸이언 아이스크림2폰은 LG전자가 2008년 12월에 출시한 피처폰이다. 김태희와 빅뱅이 CF에 출연하였다.

## 참고 자료
- 세티즌 : LG-LU1600